# 台灣會計師
中華民國（台灣）會計師係指，依中華民國《會計師法》第五條規定，經考試院所辦理國家考試及格，領有會計師證書、取得會計師資格的專門職業人員，其主要領域在會計、審計、以及稅務等方面。

## 業務範圍
依據《會計師法》第三十九條所授權範圍：
1. 財務報告或其他財務資訊之簽證。
2. 關於會計之制度設計、管理或稅務諮詢、稽核、調查、整理、清算、鑑定、財務分析、資產估價或財產信託等事項。
3. 充任檢查人、清算人、破產管理人、仲裁人、遺囑執行人、重整人、重整監督人或其他受託人。
4. 稅務案件代理人或營利事業所得稅相關申報之簽證。
5. 充任工商登記或商標註冊及其有關事件之代理人。
6. 前五款業務之訴願或依行政訴訟法規定擔任稅務行政訴訟之代理人。
7. 持續查核、系統可靠性認證、投資績效認證等認證業務。
8. 其他與會計、審計或稅務有關之事項。

## 資格取得
在台灣，會計師考試由考選部舉辦，約於每年八月下旬舉行。

### 科目
共計有七科，分別為
1. 國文
2. 中級會計學
3. 高等會計學
4. 成本會計與管理會計
5. 審計學
6. 稅務法規
7. 公司法、證券交易法與商業會計法

### 通過標準
採科別及格制，國文部份以到考者之均標為及格，其他科目則是滿60分及格；及格科目，自該次考試榜示之日起保留三年，各科目分別計算，於科目及格成績保留期間內再報名應考同一科目者，以最後應試成績為準。

### 會計師證書
根據中華民國行政院金融監督管理委員會「請領會計師證書與申請執業登記規則」第三條，請領會計師證書，應備具下列文件，並繳納證書費，向主管機關提出之：
- 申請書。
- 會計師考試及格證書（校驗後發還）及其影本。
- 會計師紀錄卡。
- 國民身分證或護照影本。
- 二寸半身正面脫帽相片一式二張。

### 國際認可
英國國際會計師公會（The Association of International Accountants, AIA）同意台灣執業會計師通過兩門專業科目考試後，可換取英國會計師執業資格。

## 申請執業登記
根據「請領會計師證書與申請執業登記規則」第五條，會計師申請執業登記時，應具下列文件向主管機關所委託之機構辦理：
- 申請書。
- 執業登記事項表。
- 會計師考試及格證書影本。
- 會計師證書影本。
- 完成職前訓練或具會計師事務所簽證工作助理人員二年以上經驗之證明文件。
- 國民身分證或護照影本。
- 親筆簽名及印鑑卡。

## 與記帳士的差異
工作內容方面，記帳士與會計師都可負責記帳，但是記帳士不能負責財稅簽證、資本額簽證（驗資）、行政救濟（訴訟），會計師才可以；服務對象方面，會計師較廣，從中小型到大型的企業都有，記帳士則只限資本額3000萬元以下的中小型企業。

## 相關法律
- 會計師法 （页面存档备份，存于）
- Certified Public Accountant Act （页面存档备份，存于） (英文)
- 請領會計師證書與申請執業登記規則[永久]
- Regulations Governing Applications for CPA Certificates and Practice Registration[永久] (英文)
- 專門職業及技術人員高等考試會計師考試規則 （页面存档备份，存于）

## 外部連結
- 中華民國會計師公會聯合會